# دون بويد
دون بويد (بالإنجليزية: Don Boyd)‏ هو منتج أفلام وكاتب سيناريو ومخرج بريطاني، ولد في 11 أغسطس 1948 في نارين ‏ في المملكة المتحدة.

## وصلات خارجية
- دون بويد على موقع IMDb (الإنجليزية)
- دون بويد على موقع ألو سيني (الفرنسية)
- دون بويد على موقع أول موفي (الإنجليزية)
- دون بويد على موقع قاعدة بيانات الأفلام السويدية (السويدية)
- دون بويد على موقع قاعدة بيانات الفيلم (الإنجليزية)
- دون بويد على موقع كينوبويسك (الروسية)